# HMS York (90)
L'HMS York, (Pennant number 90), nona nave da guerra britannica a portare questo nome, gemello del più famoso HMS Exeter, è stato un incrociatore pesante, primo della sua classe, la quale derivava dalla classe County della Royal Navy. Venne costruito nei cantieri Palmers Shipbuilding & Iron Co. Ltd, Jarrow e varato nel 1928. Venne costruito sulla base di un progetto modificato della classe County in modo da ridurre i costi di costruzione.

## Il progetto
Le navi classe County, portanti il nome di una contea inglese, erano veloci incrociatori "del trattato", ovvero costruiti entro la limitazione imposta dal Trattato navale di Washington del dislocamento standard entro le 10.000 tonnellate (anche se molto di più a pieno carico, circa 14.000 tonnellate in questo caso). Esse erano ben armate, veloci e dotate di un'ottima tenuta di mare, grazie all'elevato bordo libero. Esse difettavano però di protezione e il costo venne reputato assai elevato. Così, dopo 13 navi di questo tipo si mise mano ad una loro versione ridotta, la classe York, che comprendeva unità ancora definibili come "pesanti" a motivo del calibro dei cannoni, 203mm, ma per tutto il resto essenzialmente incrociatori leggeri, sia per dislocamento che per corazzatura, limitata negli spessori e soprattutto nell'estensione. Il tipo aveva solo 1.900 tonnellate di nafta, contro le 3.200 dei County, ma possedeva nondimeno ancora una buona autonomia. Degli 8 previsti, vennero però costruiti solo l'Exeter e lo York, entrambi poi perduti in eventi bellici.

## Storia
Allo scoppio della Seconda guerra mondiale formò assieme al Berwick  la Forza F per la caccia alle corazzate tascabili tedesche che operò nelle acque dell'America del Nord e delle Antille, quindi rimase in Atlantico con il 1st Cruiser Squadron. Alla fine della Campagna di Norvegia venne utilizzato per evacuare le truppe inglesi e francesi da Namsos, insieme al Devonshire, all'incrociatore francese Montcalm e a 3 navi da trasporto francesi. Venne quindi inviato nel Mar Mediterraneo, dove si unì al 3rd Cruiser Squadron per missioni di scorta ai convogli.
La mattina del 12 ottobre 1940 finì da breve distanza a colpi di cannone e di siluri l'agonizzante cacciatorpediniere Artigliere, gravemente danneggiato durante lo scontro navale della notte precedente.
Il 25 marzo 1941, durante le complesse azioni belliche che si svolgevano nel teatro del Mediterraneo Orientale, venne colpito da barchini esplosivi italiani della Xª Flottiglia MAS, facendolo arenare sulla costa, in quello che verrà ricordato come l'Attacco alla Baia di Suda a Creta, baia in cui lo York era ormeggiato in quel periodo. Ulteriori danni causati da un attacco aereo tedesco lo fecero abbandonare completamente il 22 maggio 1941. Il relitto bruciato dello York non era totalmente affondato, ma gli inglesi in ritirata non potevano recuperarlo. Venne successivamente trainato fino a Bari e smantellato.